# Lingadheeranahalli, Bangalore South
Lingadheeranahalli là một làng thuộc tehsil Bangalore South, huyện Bangalore Urban, bang Karnataka, Ấn Độ.